# Astèrix i Obèlix: El combat dels caps
Astèrix i Obèlix: El combat dels caps (títol original en francès, Astérix et Obélix : Le Combat des chefs) és una minisèrie d'animació francesa dirigida per Alain Chabat i basada en el còmic homònim. S'emetrà a Netflix a principis del 2025 en cinc episodis de trenta minuts. Ha estat doblada al català.

## Producció
La minisèrie és codirigida per Alain Chabat i Fabrice Joubert, i coescrita pel primer amb Benoît Oullion i Pierre-Alain Bloch, també conegut com a Piano. La sèrie es basa en el còmic del mateix nom i s'estrenarà a Netflix a principis de 2025. Chabat, que era fan d'Astèrix des de petit, va basar el disseny dels personatges en els dibuixos d'Uderzo de finals de la dècada del 1960 i principis de la del 1970 «entre Astèrix als Jocs Olímpics i Els llorers del Cèsar», i va utilitzar el modelatge dels personatges per part d'un escultor per a fer l'animació 3D el més fidel possible. La sèrie va ser creada per la productora TAT, ubicada a Tolosa de Llenguadoc, amb l'assistència de Kristof Serrand de DreamWorks.
L'11 de juny de 2024 es va estrenar un vídeo promocional que mostra que «tota la pàgina de Netflix està ocupada pels romans», amb els títols transformats de les sèries estrella, com Breaking Barde, La casa de Pompeii o The Crown de Laurier.